# Ковалівка (Голованівський район)
Ковалі́вка — село в Голованівській громаді Голованівського району Кіровоградської області України. Населення відсутнє.
У середині 1990-х померли чи виїхали останні мешканці. Нині в селі нема жодної жилої споруди. Село як населений пункт припинило існування в 1997 році.
На цвинтарі, окрім звичайних надгробків місцевих жителів, знаходиться могильний постамент населеному пункту. На пам'ятнику Ковалівки зображена карта колишніх розташувань приватних ділянок, зазначені дати започаткування і припинення існування села.

## Населення
Згідно з переписом УРСР 1989 року чисельність наявного населення села становила 6 осіб, з яких 2 чоловіки та 4 жінки.
За переписом населення України 2001 року в селі ніхто не мешкав.